# Лікуала
Лікуала (фр. Likouala) — один з департаментів Республіки Конго. Розташований на північному сході країни. Адміністративний центр департаменту - місто Імпфондо.

## Географія
Департамент знаходиться в північній частині країни і межує на півночі з Центральноафриканською Республікою, на заході з департаментом Санга, на південному заході з департаментом Кювет  та на сході з Демократичною Республікою Конго.
Лікуала покрита щільними, часто затопленими лісами і озерами, дуже багатими рибою. Землі місцями то глинисті, то піщані. На півночі лежить невеликий гірський масив та дрібне круглої форми озеро Теле, 5 км діаметром.

### Клімат
Лікуала має тропічний клімат. Сухий сезон триває з березня по липень, до кінця року домінує сезон дощів. Середня температура + 24,5°C.

### Річки
Департамент має важливу гідравлічну мережу. Основні річки це Убангі, Лібенга і Мотаба.

## Демографія
Пігмеї вважаються першими мешканцями цих місць. Сьогодні налічується велика кількість біженців з Руанди, ЦАР та ДРК.

## Адміністративний поділ
Департамент Лікуала ділиться на 7 округів :
- Імпфондо (47 951 особа)
- Донгу (19 365 осіб)
- Епена (17 499 осіб)
- Енієлле (21 193 людей)
- Бету (29 736 осіб)
- Ліранга (11 287 осіб)
- Буанела (7084 осіб)

## Економіка
У Лікуалі є декілька компаній, які займаються промисловою переробкою деревини. І зараз Лікуала займає перше місце з виробництва деревини в країні.
Риболовля на цих річках практикується кустарним способом. За даними FAO, потенціал рибного лову оцінюється в 100 000 тонн в рік.